# Конференция писателей стран Азии и Африки

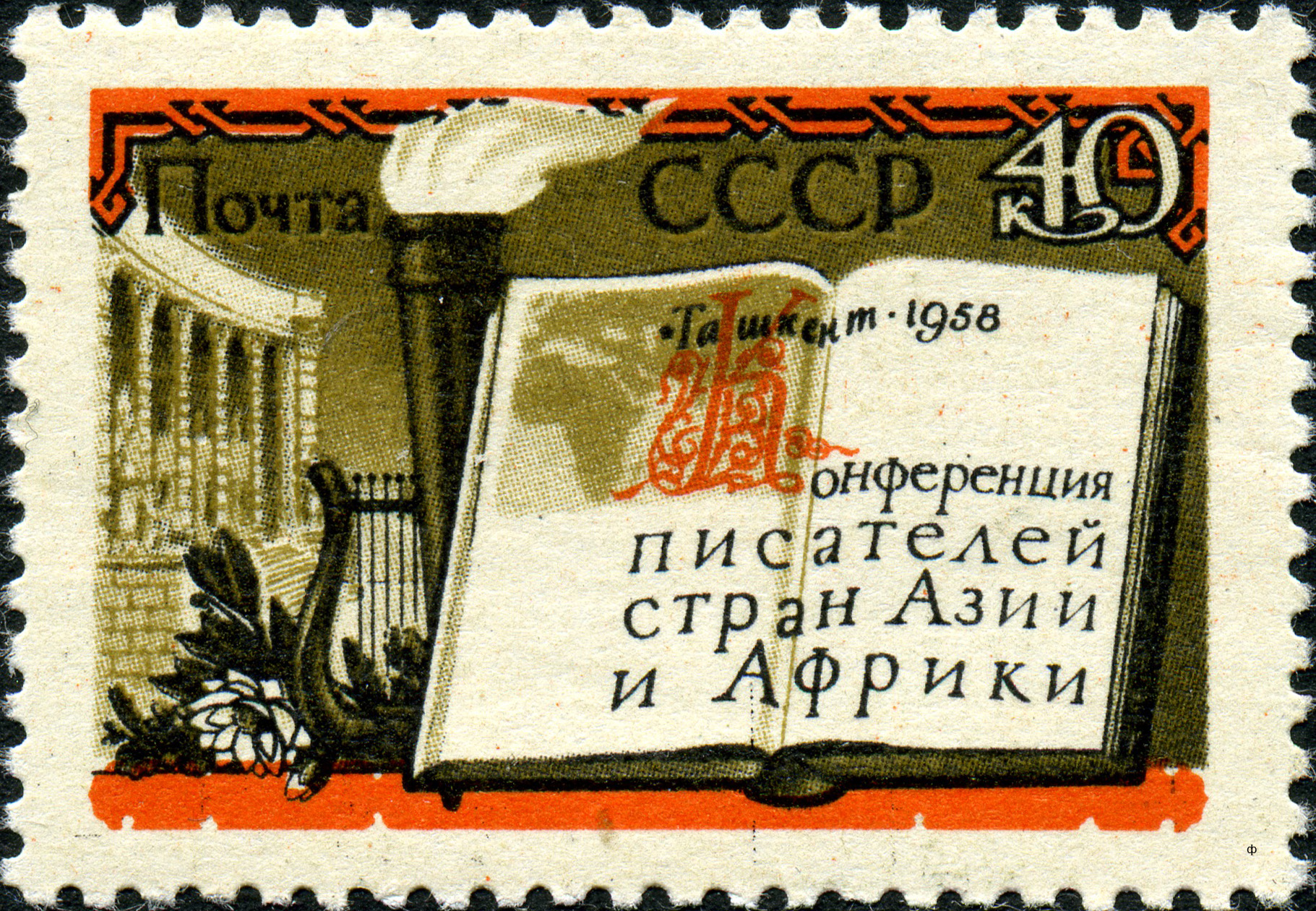
Почтовая марка, посвящённая 2-й конференции

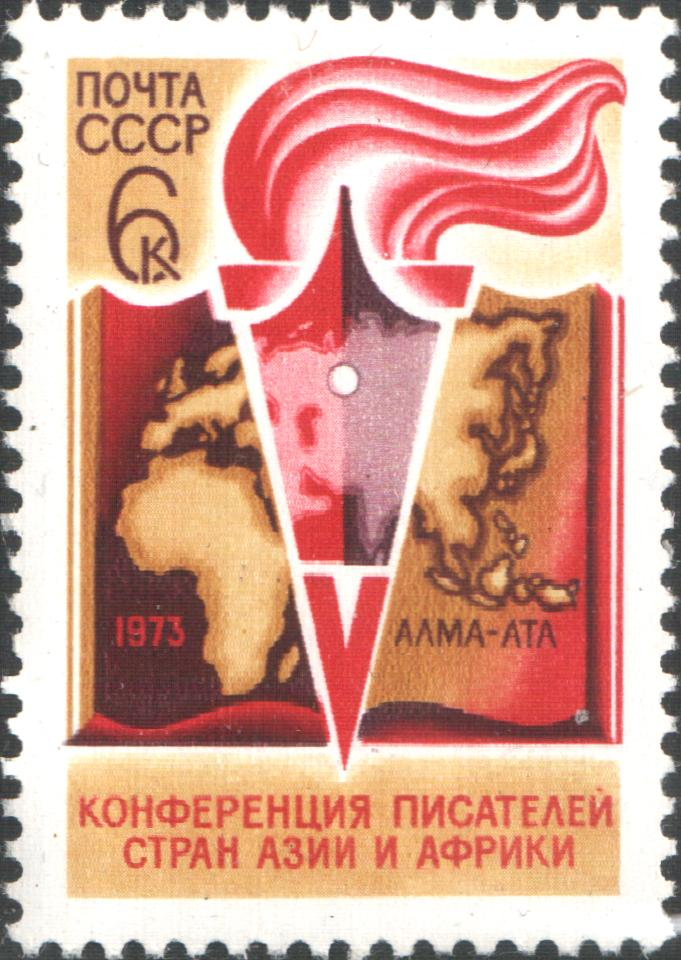
Почтовая марка СССР, 1973 год

Конференция писателей стран Азии и Африки, международные литературные встречи писателей, проведение которых началось по инициативе делегации писателей Индии и Азии (23—28 дек. 1956, Дели). 1-я конференция состоялась в Ташкенте (7—13 окт. 1958), в ней участвовали литераторы из 37 стран Азии и Африки, 13 стран Европы и Америки. Конференция определила роль и обязанность литераторов в борьбе за мир, за национальную независимость, солидарность всех народов. Среди делегатов были Фаиз Ахмад, Мухтар Ауэзов, Гафур Гулям, Мирзо Турсун-заде и другие. 2-я Конференция писателей стран Азии и Африки проходила 12—16 феврале. 1962 в Каире 95 делегатов представляли 31 стран Азии, 91—22 страны Африки, всего 186 писателей из 53 стран. 3-я Конференция писателей стран Азии и Африки проводилась 25—30 марта 1967 в Бейруте. Участвовали 150 писателей из 47 стран Востока, 15 гостей из 10 государств Европы и Америки. Была создана Ассоциация писателей Азии и Африки, избраны ее Бюро и Исполнит, к-т. 4-я Конференция писателей стран Азии и Африки проходила 17—20 окт. 1970 в Дели. Участвовали делегаты и наблюдатели из 33 стран Востока и 7 гос-в Европы. Среди участников казахи: Габит Мусрепов, Ади Шарипов, Ануар Алимжанов и другие. 5-я Конференция писателей стран Азии и Африки состоялась 4—9 сент. 1973 в Алматы. Участвовали 219 литераторов и обществ, деятелей из 69 стран мира, в том числе 189 из 55 стран Азии и Африки. Представители 17 стран Востока и Запада Европы, Америки, Австралии были наблюдателями. Среди делегатов Чингиз Айтматов, Мустай Карим, Расул Гамзатов, Николай Тихонов, Олжас Сулейменов и другие. Казах, писатель Ануар Алимжанов был удостоен премии «Лотос». 6-я Конференция писателей стран Азии и Африки состоялась 26 июня 1974 и Луанде (Ангола). Участвовали 54 делегата из 32 стран Азии и Африки, Кубы, представители международных организаций. Конференция приняла новый устав. 7-я Конференция писателей стран Азии и Африки состоялась в Ташкенте (1983). 8-я — состоялась в Тунисе (21-25 окт. 1988).